# Trapaceae
Trapaceae é uma família de plantas dicotiledóneas. Segundo Watson & Dallwitz ela é composta por trinta espécies de um único género, Trapa.
São plantas herbáceas, aquáticas, anuais, heterófilas, das regiões temperadas quentes a tropicais. A área de distribuição incluí a Eurásia, a Malásia e a África.
No sistema APG II o género Trapa faz parte da família Lythraceae.